# Juice (B'zの曲)
「juice」（ジュース）は、日本の音楽ユニット・B'zの楽曲。2000年7月12日にRooms RECORDSより29作目のシングルとして発売された。

## 概要
前作『May』から1か月半のインターバルで発表されたシングル。
B'zのシングルのジャケットでは、初めてイラストを採用した。イラストは、ロッキン・ジェリー・ビーンが手がけた。
初回限定盤は、『B'z LIVE-GYM Pleasure 2000 "juice"』仕様のピクチャーレーベルとなっている。
本作でオリコンシングル25作連続1位となり、松田聖子の24作連続1位を抜いて約11年10か月ぶりに歴代単独1位を更新となった。また、松田聖子の歴代首位獲得数25作の1位タイ記録となった。

## 収録曲
| 全作詞: 稲葉浩志、全作曲: 松本孝弘。 |           |           |            |                              |      |
| #                                    | タイトル  | 作詞      | 作曲・編曲 | 編曲                         | 時間 |
| 1.                                   | 「juice」 | 稲葉浩志  | 松本孝弘   | 松本孝弘・稲葉浩志           | 4:02 |
| 2.                                   | 「UBU」   | 稲葉浩志  | 松本孝弘   | 松本孝弘・稲葉浩志・明石昌夫 | 3:41 |
| 合計時間:                            | 合計時間: | 合計時間: | 7:43       |                              |      |

## 楽曲解説
1. juice
  - 2000年に行われた『B'z LIVE-GYM Pleasure 2000 "juice"』のツアータイトルにもなった楽曲。
  - PVは、同年6月16日に札幌にあるチサンホテル札幌[注 1]の駐車場にてゲリラライブが行われた際に撮影されたもので、札幌での撮影は「love me, I love you」に続いて2回目である。また、このPVにはお笑い芸人のオクラホマの藤尾仁志が映り込んでいる[7]。なお、PVの冒頭にラジオ番組のシーンがあるが、これは当時エフエム北海道で実際に放送されたもの[8]。2011年には過去のライブ映像を繋ぎ合わせた新しいPVが公開された。
  - 11thアルバム『ELEVEN』には、別バージョンが収録されている。
  - B'zの楽曲の中でもライブでの演奏頻度が非常に高く（2020年の無観客配信ライブ『B'z SHOWCASE 2020 -5 ERAS 8820-』のDay5内で行われた「B'z LIVE演奏回数ランキング」では全楽曲中第4位[9][10]）、主にライブ後半の起爆剤である。
2. UBU
  - タイトルの読み方は「ウブ」。
  - 明石昌夫がB'zの編曲に参加した最後の楽曲である。
  - アルバム未収録かつ、ライブ未演奏曲。

## タイアップ
- テレビ朝日系『おネプ!』エンディングテーマ（#1）

## 参加ミュージシャン
- 松本孝弘:ギター、全曲作曲・編曲
- 稲葉浩志:ボーカル、全曲作詞・編曲
- 明石昌夫:ベース・編曲（#2）
- Fingers:ベース（#1）
- ブライアン・ティッシー:ドラム（#1）
- 山木秀夫:ドラム（#2）

## 収録アルバム
juice
- ELEVEN（PM mix）
- B'z The Best "Pleasure II"
- B'z The Best "ULTRA Pleasure"
- B'z (2012年のアルバム)（英語詞バージョン「Juice」）
- B'z The Best XXV 1999-2012

## ライブ映像作品
juice
- a BEAUTIFUL REEL. B'z LIVE-GYM 2002 GREEN 〜GO★FIGHT★WIN〜
- Typhoon No.15 〜B'z LIVE-GYM The Final Pleasure "IT'S SHOWTIME!!" in 渚園〜
- B'z LIVE-GYM 2006 "MONSTER'S GARAGE"
- B'z LIVE in なんば
- B'z LIVE-GYM Hidden Pleasure 〜Typhoon No.20〜
- B'z LIVE-GYM Pleasure 2008 -GLORY DAYS-
- B'z LIVE in なんば 2006 & B'z SHOWCASE 2007 -19- at Zepp Tokyo
- B'z LIVE-GYM 2005 -CIRCLE OF ROCK-
- B'z LIVE-GYM 2001 -ELEVEN-
- B'z LIVE-GYM Pleasure 2013 ENDLESS SUMMER -XXV BEST-
- B'z COMPLETE SINGLE BOX（特典DVD）
- DINOSAUR（特典DVD・Blu-ray Disc）
- B'z LIVE-GYM Pleasure 2018 -HINOTORI-
- B'z LIVE-GYM 2019 -Whole Lotta NEW LOVE-
- B'z SHOWCASE 2020 -5 ERAS 8820- Day1〜5